# Danmarks ambassade i Ottawa
Danmarks ambassade i Ottawa er Danmarks ambassade i Canada. Ambassaden ligger i suite 450, 47 Clarence Street i Ottawa, den canadiske hovedstad. Jarl Frijs-Madsen tjener som ambassadør (fra 2024). 
Ambassaden arbejder bl.a. med politiske, økonomiske, handelsmæssige og kulturelle spørgsmål og bistår både danske borgere og canadiske borgere med visum- og pasansøgninger, konsulære sager og andre henvendelser. Ambassadens arbejde er også rettet mod at fremme danske erhvervsmuligheder i Canada og øge samarbejdet mellem danske og canadiske virksomheder. 
Ambassadens ansvarsområde dækker hele Canada, og ambassadøren er Danmarks øverste repræsentant i landet. Derudover består ambassadens personale af både danske og canadiske medarbejdere, som arbejder tæt sammen for at sikre en effektiv og professionel varetagelse af ambassadens opgaver.
Danmarks ambassade i Ottawa er også en vigtig platform for kulturelle udvekslinger mellem Danmark og Canada. Ambassaden arrangerer og støtter en række kulturelle arrangementer og aktiviteter i Canada og arbejder aktivt for at promovere dansk kultur og kunst i landet.
Danmark driver sekundære canadiske konsulatkontorer i Calgary, Edmonton, Halifax, Iqaluit, Montreal, Regina, Saint John, St. John's, Toronto, Vancouver og Winnipeg. 